# ファルナバゾス (ファルナケスの子)
ファルナバゾス（希：Φαρνάβαζος, ラテン文字転記：Pharnabazos, 紀元前4世紀）は、ダレイオス2世とアルタクセルクセス2世に仕えたアケメネス朝ペルシアの軍人、政治家である。
ファルナバゾスはファルナケスの子であり、彼の家系は世襲で紀元前480年以来ダスキュレイオンを拠点としてヘレスポントス・フリュギアの太守領を支配していた。テオドール・ノルデケによれば、ファルナバゾスはダレイオス1世がスメルディスを殺害した際にダレイオスに協力した貴族オタネスの子孫にあたる。
ファルナバゾスはペロポネソス戦争にスパルタ側で参加した。彼は紀元前412年春に自分のもとに身を寄せていたメガラ人カリゲイトス、キュジコス人ティマゴラスをスパルタに送り、スパルタにヘレスポントスに艦隊を送らせ、自領内のギリシア諸都市をアテナイとの同盟から離反させ、ペルシアの同盟国にしようとした。しかし、時を同じくしてカリア・リュディア太守ティッサフェルネスからも同じような用向きで使者が訪れていたため、その時はスパルタはティッサフェルネスの方に応じた。同年の冬、冬至頃にスパルタはファルナバゾスのために20隻の艦隊をイオニアに送り、その後も増援を送りつつエーゲ海東部にてアテナイ艦隊との戦いを繰り広げた。
紀元前404年にペロポネソス戦争が終戦した際、これまでスパルタに身を寄せていたが、アテナイの敗戦とともにスパルタに居辛くなったアルキビアデスがファルナバゾスのもとに亡命してきた。彼らは友人同士となり、ファルナバゾスはフリュギアのグリュニオンをアルキビアデスに与えた。しかし、アテナイの僭主クリティアスらの要請を受けたリュサンドロスはファルナバゾスに生死に関わらずアルキビアデスを引き渡すことを求め、さもなくばペルシアとスパルタの協定を破棄すると迫った。ファルナバゾスはそれに抗しえず、部下たちにアルキビアデスを殺させ、ファルナバゾスのもとには彼の首が持ち帰られた。
ペロポネソス戦争後、スパルタは将軍ティブロンを小アジアに派遣し、ティブロンおよびその後任のデルキュリダスはファルナバゾスの所領を含む小アジアを荒らしまわった。ファルナバゾスは彼と戦うも、苦戦を強いられた。さらに紀元前399年にスパルタ王アゲシラオス2世が小アジアに侵攻し、ファルナバゾスの所領はまたしても攻撃を受け、アゲシラオスは大量の戦利品を奪った。その後、アゲシラオスはコリントス戦争の勃発によって小アジアから去り、ファルナバゾスはその戦争でスパルタと戦った。彼は紀元前394年にはアテナイ人コノンと共にクニドスの海戦でスパルタ艦隊を壊滅させ、小アジア沿岸の諸都市からスパルタ人の総監を追い払って回ったが、デルキュリダスの守るアビュドスとセストスだけはできなかった。
ファルナバゾスの地位は部下のアリオバルザネスによって受け継がれた。

## 注
1. ↑  トゥキュディデス、Ⅷ、6
2. ↑  ibid、Ⅷ、39
3. ↑  コルネリウス・ネポス、9-10
4. ↑  ディオドロス, XIV, 84